# Oranmore
Oranmore (Irsk: Órán Mór) er en irsk by i County Galway i provinsen Connacht, i den vestlige del af Republikken Irland med en befolkning (inkl. opland) på 3.513 indb i 2006 (1.692 i 2002)